# Zlatníky
Zlatníky és un poble i municipi d'Eslovàquia que es troba a la regió de Trenčín. La primera menció escrita de la vila es remunta al 1199.

## Demografia
| Godina             | 1994 | 2004   | 2014   | 2024   |
| ------------------ | ---- | ------ | ------ | ------ |
| Nombre de persones | 706  | 726    | 684    | 694    |
| Diferència         |      | +2,83% | −5,78% | +1,46% |

| Godina             | 2023 | 2024   |
| ------------------ | ---- | ------ |
| Nombre de persones | 689  | 694    |
| Diferència         |      | +0,72% |